# Kamil Tolon

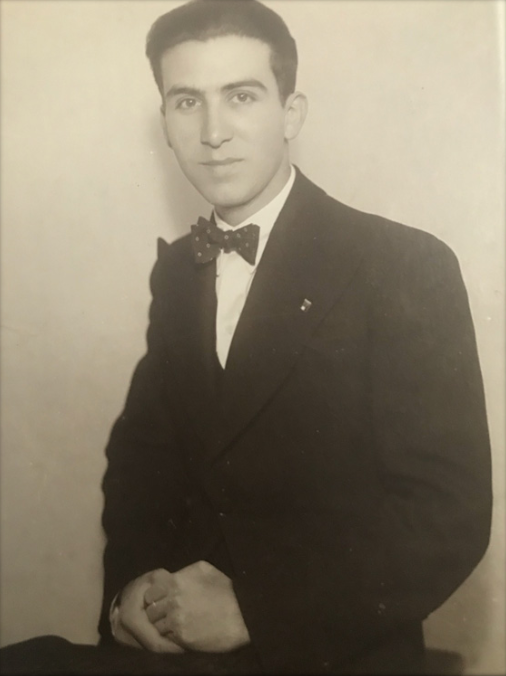
Kamil Tolon

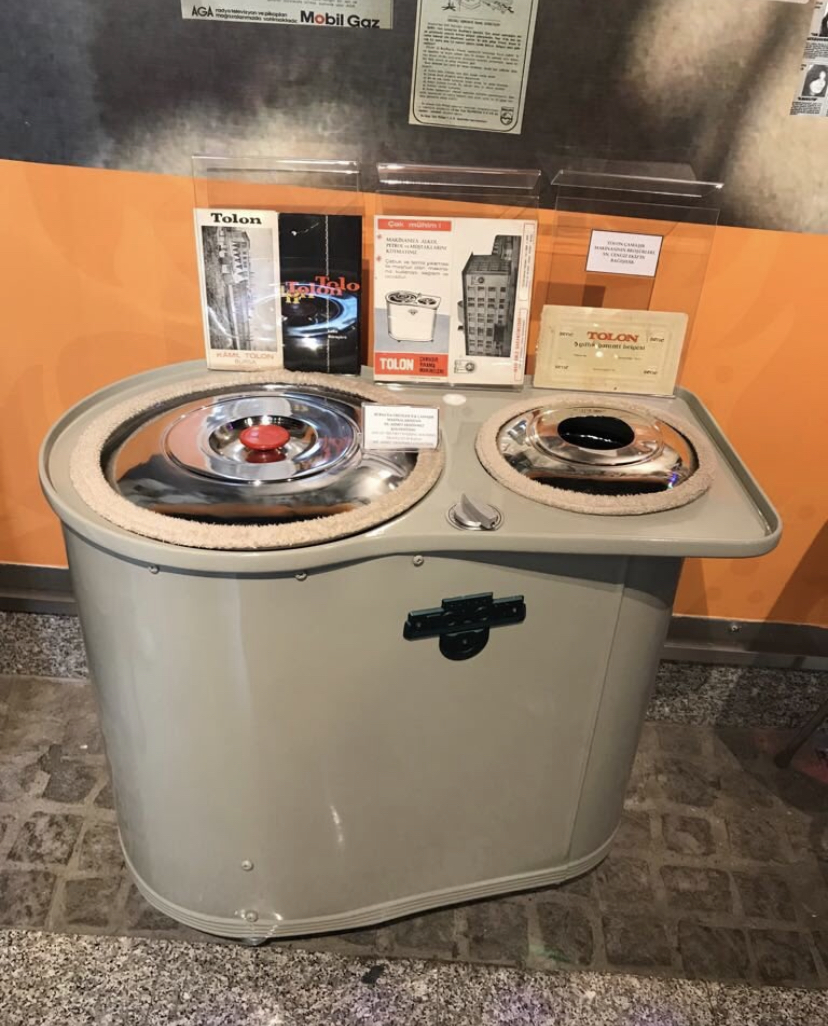
Tolon waschmaschine (1950s)

Kamil Tolon (* 29. Februar 1912 in Konstantinopel; † 23. Juli 1978 in der Schweiz) war ein türkischer Geschäftsmann und Industrieller.

## Werdegang
Als er 1935 sein Studium an der Universität abschloss, wurde er PTT-Inspektor. Danach eröffnete er mit Fahri Batıca ein Geschäft. In diesem Geschäft wurde die erste Waschmaschine in der Türkei hergestellt.  Danach schlug sein Klassenkamerad Adnan Menderes Kamil Tolon vor, einen Elektromotor herzustellen. Später baute er den ersten Elektromotor in der Türkei.

## Verweise
1. ↑  Sabah Arşiv: Greek Soldiers use our mom's machine. In: Sabah Journal. Sabah, archiviert vom Original am 4. Februar 2009; abgerufen am 22. Mai 2020.  Info: Der Archivlink wurde automatisch eingesetzt und noch nicht geprüft. Bitte prüfe Original- und Archivlink gemäß Anleitung und entferne dann diesen Hinweis.
2. ↑  Mete Tamer Omur: Crazy Tolon's. In: Hürriyet Gazetesi. Archiviert vom Original am 29. März 2017; abgerufen am 22. Mai 2020.  Info: Der Archivlink wurde automatisch eingesetzt und noch nicht geprüft. Bitte prüfe Original- und Archivlink gemäß Anleitung und entferne dann diesen Hinweis.
3. ↑   Dr. Murat Kuter: Kamil Tolon's Life Story. In: YouTube-Video. Abgerufen am 22. Mai 2020.
4. ↑  Nezaket Özdemir: Cumhuriyet çocuklarının diliyle Bursa'nın anısal tarihi. Sentez, ISBN 978-6-05579003-5 (com.tr [abgerufen am 22. Mai 2020]).
5. ↑  Arşiv Sabah: Tolon produced first washing machine. In: Sabah. Archiviert vom Original am 13. Februar 2009; abgerufen am 22. Mai 2020.  Info: Der Archivlink wurde automatisch eingesetzt und noch nicht geprüft. Bitte prüfe Original- und Archivlink gemäß Anleitung und entferne dann diesen Hinweis.
6. ↑  T24 T24: Tolon Factory. In: T24. Archiviert vom Original am 5. Januar 2017; abgerufen am 22. Mai 2020.  Info: Der Archivlink wurde automatisch eingesetzt und noch nicht geprüft. Bitte prüfe Original- und Archivlink gemäß Anleitung und entferne dann diesen Hinweis.
7. ↑  EKOHABER Gazetesi: Tolon in Bursa. In: EKOHABER. Archiviert vom Original am 29. Januar 2020; abgerufen am 22. Mai 2020.  Info: Der Archivlink wurde automatisch eingesetzt und noch nicht geprüft. Bitte prüfe Original- und Archivlink gemäß Anleitung und entferne dann diesen Hinweis.
8. ↑  Dr. Murat Kuter: An Inventor In Bursa Kamil Tolon's Life Story. BTSO, ISBN 978-6-05897798-3, S. 21 (kuterpr.com [abgerufen am 22. Mai 2020]).
9. ↑  Nezaket Özdemir: Cumhuriyet çocuklarının diliyle Bursa'nın anısal tarihi. Sentez, ISBN 978-6-05579003-5, S. 60 (com.tr [abgerufen am 22. Mai 2020]).

| Personendaten    | Personendaten                              |
| ---------------- | ------------------------------------------ |
| NAME             | Tolon, Kamil                               |
| KURZBESCHREIBUNG | türkischer Geschäftsmann und Industrieller |
| GEBURTSDATUM     | 29. Februar 1912                           |
| GEBURTSORT       | Konstantinopel                             |
| STERBEDATUM      | 23. Juli 1978                              |
| STERBEORT        | Schweiz                                    |